# Емануел Моравец
Емануел Моравец (чеш. Emanuel Moravec; Праг, 17. април 1893 — Праг, 5. мај 1945) је био предратни пуковник чехословачке војске који је постао сарадник нациста током Другог светског рата.
Моравец је радио као професор у вишој војној школи у предратној Чехословачкој. Након Минхенског споразума је закључио да му је једина шанса за миран живот да ступи у службу Нацистичке Немачке. Служио је као заједнички министар образовања и националног просветљења у марионетској влади Протекторату Чешке и Моравске. Као министар пропаганде, предано је радио на убеђивању Чеха да буду лојални Нацистичкој Немачкој. Међу Чесима је омражен као издајник и колаборатор током окупације Чехословачке. Због овога је остао познат као чешки Квислинг. На крају рата је извршио самоубиство.